# Plasne
Ne doit pas être confondu avec Plasnes.
Plasne est une commune française située dans le département du Jura, dans la région culturelle et historique de Franche-Comté et la région administrative Bourgogne-Franche-Comté. 
Ses habitants se nomment les Plasniers et Plasnières.

## Géographie
La commune, proche de Poligny, s'étend sur plus de 700 hectares et compte 254 habitants.

### Climat
Pour des articles plus généraux, voir Climat de la Bourgogne-Franche-Comté et Climat du département du Jura.
En 2010, le climat de la commune est de type climat de montagne, selon une étude du Centre national de la recherche scientifique s'appuyant sur une série de données couvrant la période 1971-2000. En 2020, Météo-France publie une typologie des climats de la France métropolitaine dans laquelle la commune est exposée à un climat semi-continental et est dans la région climatique  Jura, caractérisée par une forte pluviométrie en toutes saisons (1 000 à 1 500 mm/an), des hivers rigoureux et un ensoleillement médiocre. 
Pour la période 1971-2000, la température annuelle moyenne est de 9,4 °C, avec une amplitude thermique annuelle de 16,9 °C. Le cumul annuel moyen de précipitations est de 1 484 mm, avec 13,9 jours de précipitations en janvier et 9,5 jours en juillet. Pour la période 1991-2020, la température moyenne annuelle observée sur la station météorologique de Météo-France la plus proche, « Le Fied_sapc », sur la commune du Fied à 4 km à vol d'oiseau, est de 9,8 °C et le cumul annuel moyen de précipitations est de 1 434,5 mm. 
La température maximale relevée sur cette station est de 37,3 °C, atteinte le 19 juillet 2022 ; la température minimale est de −28,4 °C, atteinte le 20 décembre 2009,,. 
Les paramètres climatiques de la commune ont été estimés pour le milieu du siècle (2041-2070) selon différents scénarios d'émission de gaz à effet de serre à partir des nouvelles projections climatiques de référence DRIAS-2020. Ils sont consultables sur un site dédié publié par Météo-France en novembre 2022.

## Urbanisme

### Typologie
Au 1er janvier 2024, Plasne est catégorisée commune rurale à habitat dispersé, selon la nouvelle grille communale de densité à sept niveaux définie par l'Insee en 2022.
Elle est située hors unité urbaine. Par ailleurs la commune fait partie de l'aire d'attraction de Poligny, dont elle est une commune de la couronne,. Cette aire, qui regroupe 22 communes, est catégorisée dans les aires de moins de 50 000 habitants,.

### Occupation des sols
L'occupation des sols de la commune, telle qu'elle ressort de la base de données européenne d’occupation biophysique des sols Corine Land Cover (CLC), est marquée par l'importance des territoires agricoles (70 % en 2018), en diminution par rapport à 1990 (75,3 %). La répartition détaillée en 2018 est la suivante : 
terres arables (39 %), prairies (30,9 %), forêts (24,7 %), zones urbanisées (5,3 %). L'évolution de l’occupation des sols de la commune et de ses infrastructures peut être observée sur les différentes représentations cartographiques du territoire : la carte de Cassini (XVIIIe siècle), la carte d'état-major (1820-1866) et les cartes ou photos aériennes de l'IGN pour la période actuelle (1950 à aujourd'hui).

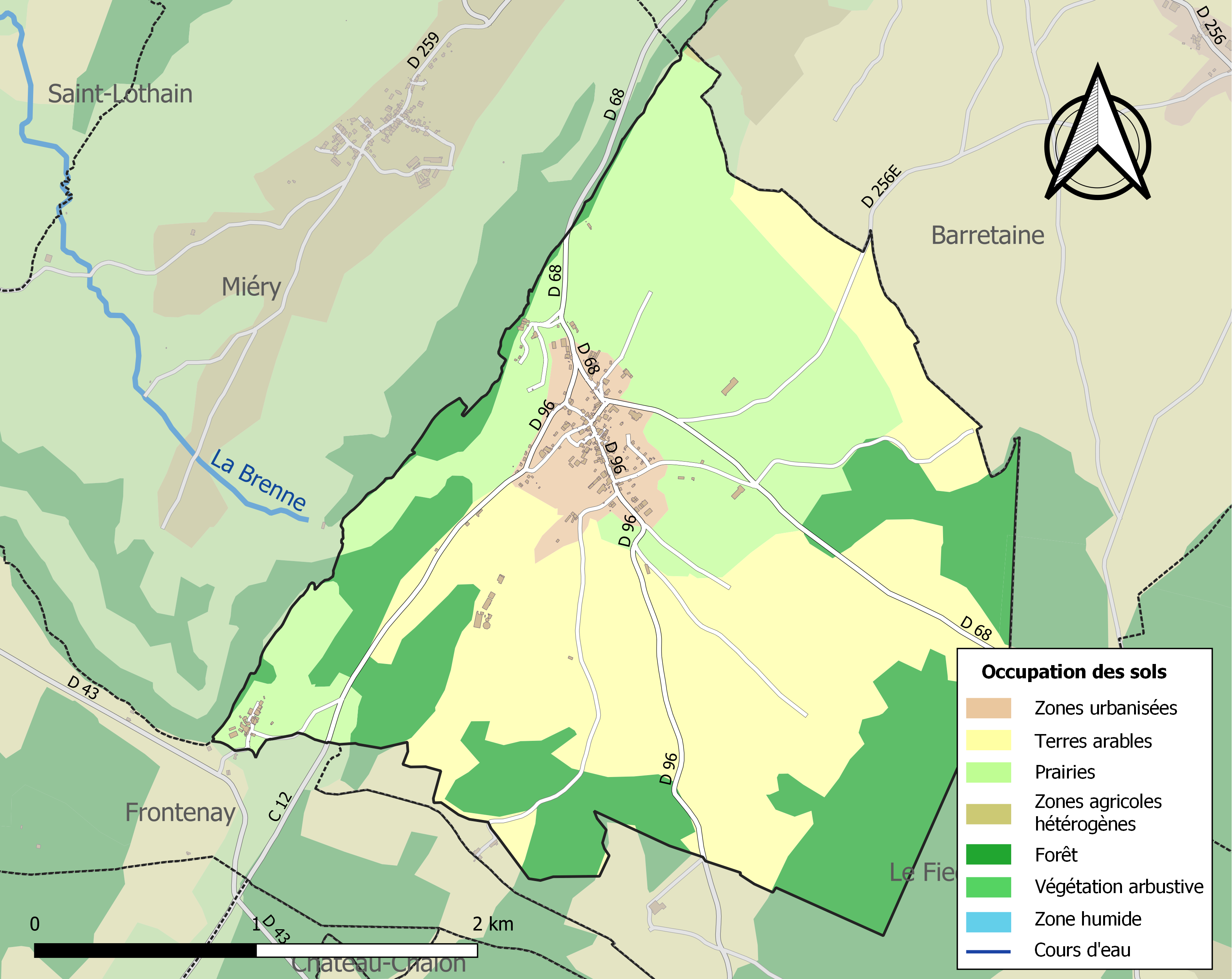
Carte des infrastructures et de l'occupation des sols de la commune en 2018 (CLC).

## Politique et administration

### Tendances politiques et résultats

#### Élections présidentielles
Le village de Plasne place en tête à l'issue du premier tour de l'élection présidentielle française de 2017, Jean-Luc Mélenchon (LFI) en tête avec 25,75 % des suffrages. Mais lors du second tour, Emmanuel Macron (LaREM) est en tête avec 68,38 %.

#### Élections régionales
Le village de Plasne place la liste "Notre Région Par Cœur" menée par Marie-Guite Dufay, présidente sortante (PS) en tête, dès le 1er tour des élections régionales de 2021 en Bourgogne-Franche-Comté, avec 22,41 % des suffrages. Lors du second tour, les habitants décideront de placer de nouveau la liste de "Notre Région Par Cœur" menée par Marie-Guite Dufay, présidente sortante (PS) en tête, avec cette fois-ci, près de 57,35 % des suffrages. Loin devant les autres listes menées par Gilles Platret (LR) en seconde position avec 20,59 %, Julien Odoul (RN), troisième avec 16,18 % et en dernière position celle de Denis Thuriot (LaREM) avec 5,88 %. Il est important de souligner une abstention record lors de cette élection qui n'ont pas épargné le village de Plasne avec lors du premier tour 70,00 % d'abstention et au second, 64,00 %.

#### Élections départementales
Le village de Plasne faisant partie du canton de Bletterans place le binôme de Philippe Antoine (LaREM) et Danielle Brulebois (LaREM), en tête, dès le 1er tour des élections départementales de 2021 dans le Jura, avec 56,14 % des suffrages. Lors du second tour, les habitants décideront de placer de nouveau le binôme de Philippe Antoine (LaREM) et Danielle Brulebois (LaREM), en tête, avec cette fois-ci, près de 80,33 % des suffrages. Devant l'autre binôme menée par Josiane Hoellard (RN) et Michel Seuret (RN) qui obtient 19,67 %. Il est important de souligner une abstention record lors de cette élection qui n'ont pas épargné le village de Plasne avec lors du premier tour 70,00 % d'abstention et au second, 65,00 %.

### Liste des maires de Plasne
| Période   | Période  | Identité          | Étiquette | Qualité     |
| --------- | -------- | ----------------- | --------- | ----------- |
| mars 2001 | 2008     | Augustin Monneret |           |             |
| mars 2008 | 2020     | Hubert Mottet     | DVD       | Agriculteur |
| 2020      | En cours | Florence Berodier |           |             |

## Démographie
L'évolution du nombre d'habitants est connue à travers les recensements de la population effectués dans la commune depuis 1793. Pour les communes de moins de 10 000 habitants, une enquête de recensement portant sur toute la population est réalisée tous les cinq ans, les populations de référence des années intermédiaires étant quant à elles estimées par interpolation ou extrapolation. Pour la commune, le premier recensement exhaustif entrant dans le cadre du nouveau dispositif a été réalisé en 2007.

En 2022, la commune comptait 201 habitants, en évolution de −10,27 % par rapport à 2016 (Jura : −0,81 %, France hors Mayotte : +2,11 %).
| 1793 | 1800 | 1806 | 1821 | 1831 | 1836 | 1841 | 1846 | 1851 |
| ---- | ---- | ---- | ---- | ---- | ---- | ---- | ---- | ---- |
| 418  | 413  | 497  | 517  | 503  | 489  | 498  | 474  | 460  |

| 1856 | 1861 | 1866 | 1872 | 1876 | 1881 | 1886 | 1891 | 1896 |
| ---- | ---- | ---- | ---- | ---- | ---- | ---- | ---- | ---- |
| 455  | 436  | 409  | 389  | 412  | 376  | 368  | 362  | 329  |

| 1901 | 1906 | 1911 | 1921 | 1926 | 1931 | 1936 | 1946 | 1954 |
| ---- | ---- | ---- | ---- | ---- | ---- | ---- | ---- | ---- |
| 342  | 356  | 362  | 336  | 305  | 297  | 286  | 251  | 222  |

| 1962 | 1968 | 1975 | 1982 | 1990 | 1999 | 2006 | 2007 | 2012 |
| ---- | ---- | ---- | ---- | ---- | ---- | ---- | ---- | ---- |
| 230  | 226  | 240  | 237  | 215  | 254  | 254  | 254  | 239  |

| 2017 | 2022 | - | - | - | - | - | - | - |
| ---- | ---- | - | - | - | - | - | - | - |
| 218  | 201  | - | - | - | - | - | - | - |

## Économie
La coopérative fromagère de Plasne-Barretaine est située dans la commune de Plasne sur le premier plateau du Jura à 608 mètres d'altitude. Les produits de la coopérative sont fabriqués à partir du lait de vaches de race Montbéliarde des exploitations du premier plateau. Les producteurs nourrissent leurs vaches avec du foin et du regain en hiver. En été, les vaches pâturent dans les prairies naturelles autour du village. La fruitière fabrique aussi du Comté bio grâce à plusieurs exploitations productrices de lait bio.

## Culture locale et patrimoine

### Lieux et monuments

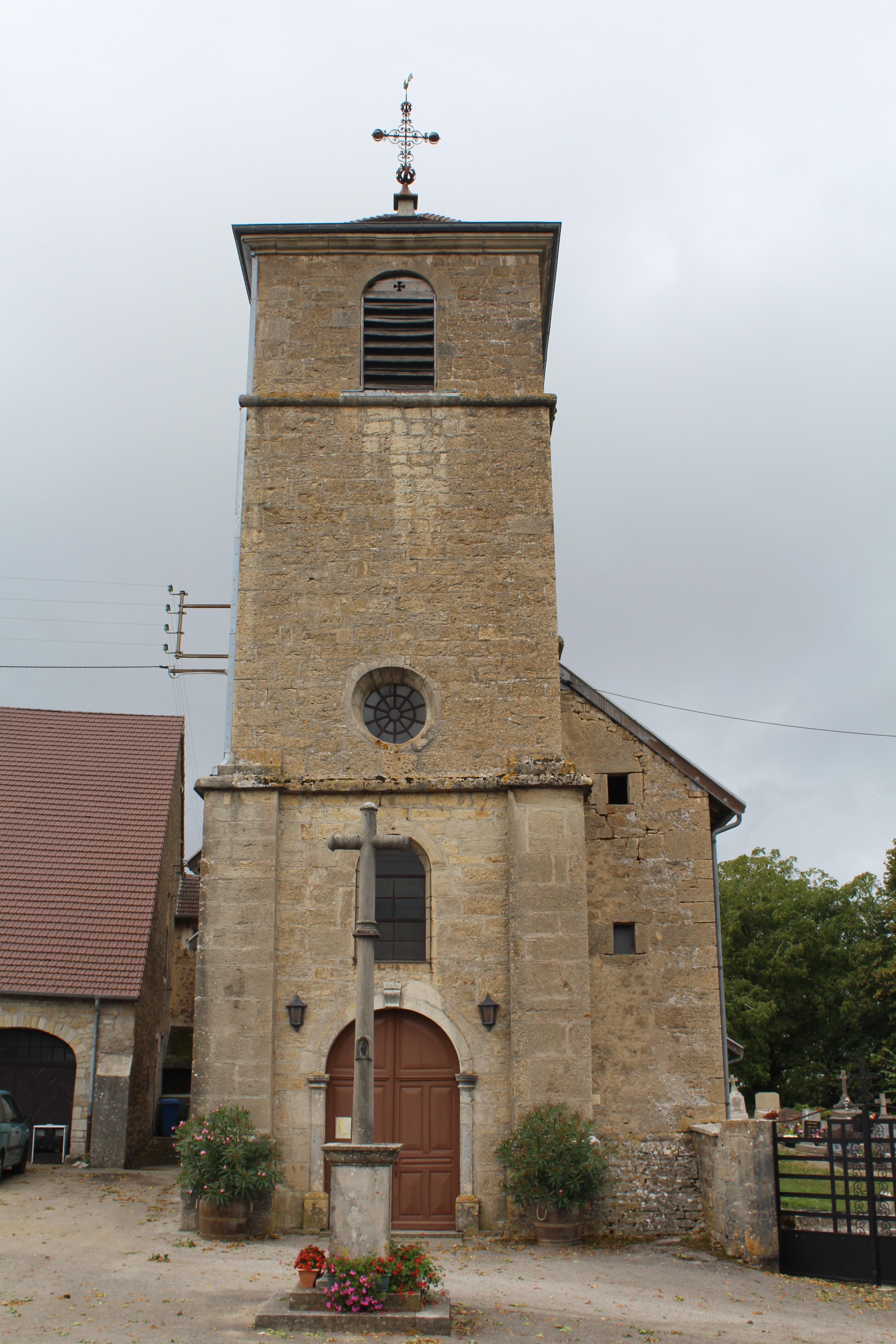
Église Saint-Donat.

- Église Saint-Donat du XIIIe siècle.

### Événements et animations
La vie du village est animée par l'association Plasnimation qui organise diverses manifestations dans le village, avec entre autres : concert rock, vide-greniers et soirées jeux de société.

### Héraldique
| Blason de Plasne | La famille de Plaine (ou de Plâne) portait pour armes : « De gueules à la fasce d'argent sommée de trois grelots du même rangés en fasce ». |